# ژانا هوهانیسیان
ژانا ایگوری هوهانیسیان (ارمنی: Ժաննա Իգորի Հովհաննիսյան؛  ۲۲ نوامبر ۱۹۸۳) یک بازیگر سینما و تئاتر اهل ارمنستان بود. وی از سال میلادی تاکنون مشغول فعالیت بوده است.
‏

## زندگی‌نامه
وی در ۲۲ نوامبر ۱۹۸۳ در سامارا به دنیا آمد و از آکادمی دولتی فرهنگ و هنر سامارا فارغ‌التحصیل شد. 